# یک لیتر اشک (کتاب)
یک لیتر اشک کتابی نوشته آیا کیتو است که در فوریه سال ۱۹۸۶ در ژاپن به چاپ رسید. این کتاب خاطرات آیا کیتو هنگام بیماری اش را دربردارد و از روی آن سریالی به همین نام ساخته شده‌است.

## دربارهٔ کتاب
آیا در ۱۴ سالگی شروع به نوشتن خاطراتش کرد. در سن ۱۵ سالگی بعد از اطلاع از بیماری اش، دفتر خاطراتش به یادداشت‌هایی دربارهٔ وضعیت جسمی و پیشرفت بیماری اش تبدیل شد که وقایع روزانه را هم در کنارش می‌نوشت. او با تشویق مادرش دفتر خاطراتش را با نام یک لیتر اشک در ۲۵ فوریه سال ۱۹۸۶ منتشر کرد. مادرش به این دلیل اصرار بر انتشار خاطراتش داشت که به افراد دارای بیماری زوال مخچه مانند آیا امید دهد.

## بخش‌هایی از کتاب
آیا در قسمتی از خاطراتش می‌نویسد:
مشکل زمین‌خوردن چیست؟ من همیشه می‌توانم دوباره بلند شوم. اگر بعد از زمین‌خوردن به آسمان نگاه کنم، می‌بینم که آسمان آبی امروز هم بی حد و مرز امتداد دارد و به من لبخند می‌زند. من زنده ام.
در قسمت دیگری نوشته‌است:
واقعیت به شدت ظالم است. من حتی نمی‌توانم رؤیا ببینم. فکر کردن به آینده فقط اشک‌های بیشتری می‌آورد.

## سایر آثار آیا
- از روی خاطراتش در سال ۲۰۰۴ یک فیلم سینمایی ساخته شد.
- در سال ۲۰۰۵ یک سریال ۱۱ قسمتی به نام یک لیتر اشک ساخته شد.